# دیپ‌واتر، نیو ساوت ولز
دیپ‌واتر (به انگلیسی: Deepwater) یک شهرک در استرالیا است که در نیو ساوت ولز  واقع شده‌است.